# Élections locales britanniques de 2015
 (janvier 2017).
Si vous disposez d'ouvrages ou d'articles de référence ou si vous connaissez des sites web de qualité traitant du thème abordé ici, merci de compléter l'article en donnant les références utiles à sa vérifiabilité et en les liant à la section « Notes et références ».
Les élections locales britanniques de 2015 ont lieu le 7 mai 2015 dans 279 districts d'Angleterre.
Tout comme les élections générales qui ont lieu le même jour, les élections sont un succès pour le Parti conservateur.

## Résultats

### National
| Parti | Parti               | Conseils | Conseils | Sièges | Sièges |
| Parti | Parti               | Élus     | +/-      | Élus   | +/-    |
| ----- | ------------------- | -------- | -------- | ------ | ------ |
|       | Parti conservateur  | 163      | +32      | 5521   | +541   |
|       | Parti travailliste  | 74       | -3       | 2278   | -203   |
|       | Libéraux-démocrates | 4        | -4       | 658    | -411   |
|       | UKIP                | 1        | +1       | 202    | +176   |
|       | Parti vert          | 0        | =        | 87     | +10    |
|       | Autres              | 0        | -1       | 517    | -125   |
| Total | Total               | 279      | =        | 7194   | =      |

### Arrondissements métropolitain
Dans les 36 arrondissements métropolitain, un tiers du conseil est renouvelé sauf Doncaster qui l'est entièrement.
| Conseil             | Majorité sortante | Majorité sortante | Majorité élue | Majorité élue |
| ------------------- | ----------------- | ----------------- | ------------- | ------------- |
| Barnsley            |                   | Travailliste      |               | Travailliste  |
| Birmingham          |                   | Travailliste      |               | Travailliste  |
| Bolton              |                   | Travailliste      |               | Travailliste  |
| Bradford            |                   | Travailliste      |               | Travailliste  |
| Bury                |                   | Travailliste      |               | Travailliste  |
| Calderdale          |                   | Sans majorité     |               | Sans majorité |
| Coventry            |                   | Travailliste      |               | Travailliste  |
| Doncaster           |                   | Travailliste      |               | Travailliste  |
| Dudley              |                   | Travailliste      |               | Travailliste  |
| Gateshead           |                   | Travailliste      |               | Travailliste  |
| Kirklees            |                   | Sans majorité     |               | Sans majorité |
| Knowsley            |                   | Travailliste      |               | Travailliste  |
| Leeds               |                   | Travailliste      |               | Travailliste  |
| Liverpool           |                   | Travailliste      |               | Travailliste  |
| Manchester          |                   | Travailliste      |               | Travailliste  |
| Newcastle upon Tyne |                   | Travailliste      |               | Travailliste  |
| North Tyneside      |                   | Travailliste      |               | Travailliste  |
| Oldham              |                   | Travailliste      |               | Travailliste  |
| Rochdale            |                   | Travailliste      |               | Travailliste  |
| Rotherham           |                   | Travailliste      |               | Travailliste  |
| St Helens           |                   | Travailliste      |               | Travailliste  |
| Salford             |                   | Travailliste      |               | Travailliste  |
| Sandwell            |                   | Travailliste      |               | Travailliste  |
| Sefton              |                   | Travailliste      |               | Travailliste  |
| Sheffield           |                   | Travailliste      |               | Travailliste  |
| Solihull            |                   | Conservateur      |               | Conservateur  |
| South Tyneside      |                   | Travailliste      |               | Travailliste  |
| Stockport           |                   | Sans majorité     |               | Sans majorité |
| Sunderland          |                   | Travailliste      |               | Travailliste  |
| Tameside            |                   | Travailliste      |               | Travailliste  |
| Trafford            |                   | Conservateur      |               | Conservateur  |
| Wakefield           |                   | Travailliste      |               | Travailliste  |
| Walsall             |                   | Sans majorité     |               | Sans majorité |
| Wigan               |                   | Travailliste      |               | Travailliste  |
| Wirral              |                   | Travailliste      |               | Travailliste  |
| Wolverhampton       |                   | Travailliste      |               | Travailliste  |

### Mairies
| Mairie        | Maire sortant | Maire sortant     | Maire sortant | Maire élu | Maire élu         | Maire élu    |
| ------------- | ------------- | ----------------- | ------------- | --------- | ----------------- | ------------ |
| Bedford       |               | Dave Hodgson      | LibDem        |           | Dave Hodgson      | LibDem       |
| Copeland      |               | Vacant            | -             |           | Mike Starkie      | Indépendant  |
| Leicester     |               | Sir Peter Soulsby | Travailliste  |           | Sir Peter Soulsby | Travailliste |
| Mansfield     |               | Tony Egginton     | Indépendant   |           | Kate Allsop       | Indépendant  |
| Middlesbrough |               | Ray Mallon        | Indépendant   |           | Dave Budd         | Travailliste |
| Torbay        |               | Gordon Oliver     | Conservateur  |           | Gordon Oliver     | Conservateur |